# Lébény
Lébény is een stad (város) en gemeente in het Hongaarse comitaat Győr-Moson-Sopron. Lébény telt 3146 inwoners (2001).
Lébény ligt halverwege tussen Mosonmagyaróvár en Győr, het is gelegen ten noorden van de rivier Lébénymiklósi-csatorna, wat een gekanaliseerde rivier is dat bij Lébény een klein meertje kent in een bosrijk gebied.

## Kerk
De plaats heeft een kerk, met drie schepen en twee hoge torens, uit het jaar 1208, die in de oorspronkelijke romaanse stijl is teruggebracht.